# Arizona Heatwave
Arizona Heatwave war ein US-amerikanisches Frauenfußball-Franchise mit Sitz in Glendale, Arizona.

## Geschichte
Unter gleichem Namen spielte in der Saison 1995 der USL W-League schon einmal ein Franchise im Spielbetrieb der Liga unter gleichem Namen mit, ob es sich hierbei um die gleiche Entität handelte, ist nicht bekannt. Diese Mannschaft schloss zu dieser Zeit mit 15 Punkten auf dem letzten Platz der Western Division ab.
Bekannt ist, dass das Franchise zur Spielzeit 2001 in den Spielbetrieb einstieg und dort mit 23 Punkten auf dem sechsten Platz der Western Conference abschloss. In der Folgesaison 2002 verbesserte man diese Position und beendete die Regular Season mit 37 Punkten auf dem dritten Platz. In den nächsten Jahren platzierte man sich weiter im Mittelfeld und beendete dann die Saison 2005 mit 31 Punkten auf dem Zweiten Platz, womit man erstmals an den Playoffs teilnahm. Hier schied man mit 0:4 gegen die Vancouver Whitecaps Women jedoch in den Conference Finals aus. Nach dieser Saison löste sich das Franchise auf.